# Droit indigéniste brésilien

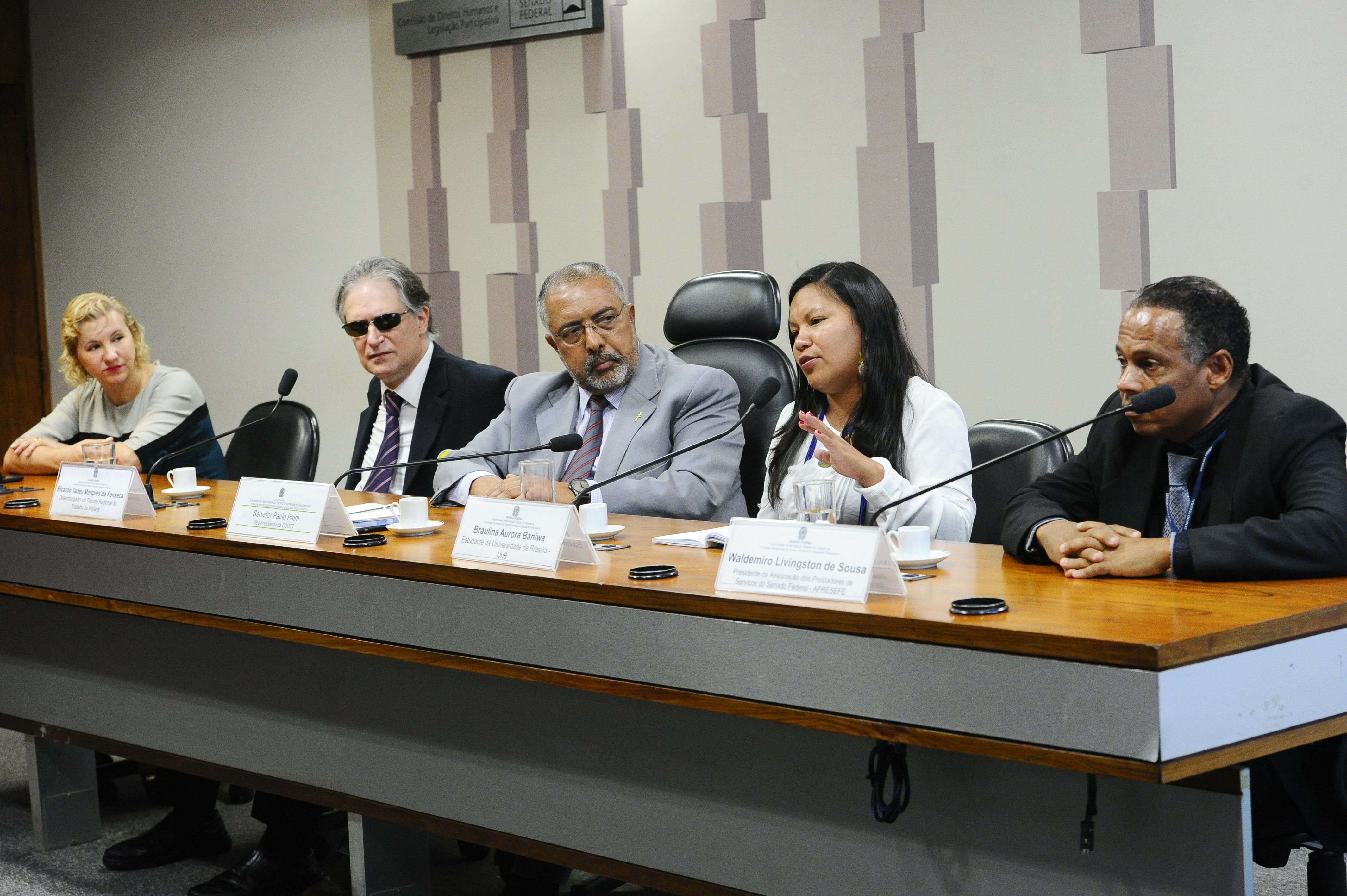
Sous-commission du Sénat fédéral en 2017 discutant de l'adaptation du afin de protéger les minorités, y compris les autochtones.

Le droit indigéniste et la législation indigéniste sont les aspects du droit brésilien réglementant la place des peuples indigènes du Brésil dans les systèmes étatiques et fédéral du pays.

## Histoire
En 1570, la Lei sobre a Liberdade dos Gentios (pt) a édicté des normes concernant l'esclavage des Amérindiens. En 1755, le Diretório dos Índios (pt) a contribué à organiser les aldeamentos. En 1910, le Serviço de Proteção ao Índio (pt) est créé.
Le droit indigéniste actuel est fondé sur le Statut de l'Indien (pt), une loi de 1973 datant donc de l'époque de la dictature et qui est étroitement associée à la création de la Fondation nationale de l'Indien. La Constitution brésilienne de 1988 a par la suite abandonné le paradigme de l'assimilation culturelle. En 2023, le Ministério dos Povos Indígenas (pt) est établi.